# Seznam francoskih plesalcev
Seznam francoskih plesalcev in koreografov.

## A
- Alizée (Alizée Jacotey)
- Jane Avril

## B
- Josephine Baker
- Maurice Béjart

## C
- Janine Charrat
- Jean Coralli

## D
- Lycette Darsonval
- Charles-Luis Didelot
- Isadora Duncan
- Louis Duport

## F
- Lolo Ferrari
- Loie Fuller

## G
- La Goulue

## J
- Zizi Jeanmaire

## L
- (Jacques Lecoq)
- Marcelle Lender
- Nicolas Le Riche
- Serge Lifar

## M
- Thierry Malandain
- Louis Mérante
- Cléo de Mérode
- Mourad Merzouki

## N
- Hellé Nice
- Bronislava Nižinska
- Vaslav /Vatslav Nijinsky (Nižinski)
- Jean-Georges Noverre

## O
- Clairemarie Osta

## P
- Jules Perrot
- Marius Petipa
- Roland Petit

## R
- Michel Renault
- Gil Roman

## S
- Arthur Saint-Léon
- Soko

## T
- Ludmila Tcherina

## V
- Caterina Valente
- Auguste Vestris